# Charlotte Amalie, Insulele Virgine Americane
Charlotte Amalie este capitala Insulelor Virgine Americane, amplasată pe insula Saint Thomas. Orașul a fost fondat în anul 1666 sub numele de Taphus, iar în anul 1691 a fost denumit Amalienborg în cinstea reginei Charlotte Amalie de Hesse-Kassel (1650–1714), soția regelui Christian al V-lea al Danemarcei.

## Personalități născute aici
- Camille Pissarro (1830 - 1903), pictor impresionist.